# Whicham
Whicham is een civil parish in het bestuurlijke gebied Copeland, in het Engelse graafschap Cumbria. In 2001 telde het civil parish 395 inwoners.